# 의뢰인
의뢰인(依賴人)이란 변호사에게 사건을 부탁하는 사건본인을 말한다. 변호사에게 사건을 위임하는 사람은 반드시 사건본인일 필요는 없으나 변호사는 반드시 의뢰인의 의사를 다시 직접 확인하고 사건을 처리해야 한다.

## 변호사의 의뢰인에 대한 의무
변호사와 의뢰인 사이에 위임계약이 성립되면, 변호사는 위임사무를 처리할 의무, 보고의무, 인도, 이전의무, 이자지급 및 손해배상의무, 수임거절의무, 과장하지 아니할 의무, 적절하게 법적 조언을 할 의무, 비밀유지의무, 이익충돌회피의무를 부담한다. 변호사는 의뢰인의 비밀을 지킬 의무가 있으며 다만 공익상 혹은 변호사 자신의 권리를 옹호하기 위해 최소한도로 비밀을 공개할 수는 있다.
수임변호사는 원칙적으로 스스로 사무를 처리하여야 하나, 의뢰인의 승낙이 있거나 부득이한 사유가 있으면 복대리인을 사용할 수 있으며, 복대리인을 선임하여도 변호사의 대리권은 그대로 유지된다.
위임계약 체결로 인하여 의뢰인은 사건의 당사자로서 변호사에게 사무처리에 관한 지시를 할 수 있고, 변호사는 원칙적으로 그 지시에 따라야 한다. 따라서 의뢰인의 결정이 오히려 의뢰인에게 불리하더라도 변호사는 그 결정에 따라야 한다. 

### 수임이 금지되거나 거절하여야 하는 경우
변호사는 의뢰인의 범죄행위 기타 위법행위에 협조하여서는 아니 되며 직무수행 중 의뢰인의 행위가 범죄행위 기타 위법행위에 하당된다고 판단될 때에는 즉시 그 협조를 중단하여야 한다.

## 의뢰인의 변호사에 대한 의무
반면 의뢰인 보수지급의무, 비용선급의무, 필요비상환의무 등을 부담한다.

## 참고 문헌
- 한상희 외, 2012 법조윤리 법령집, 박영사, 2011. ISBN 9788964547021

## 같이 보기
- 클라이언트
- 변호사